# Beatriz de la Fuente

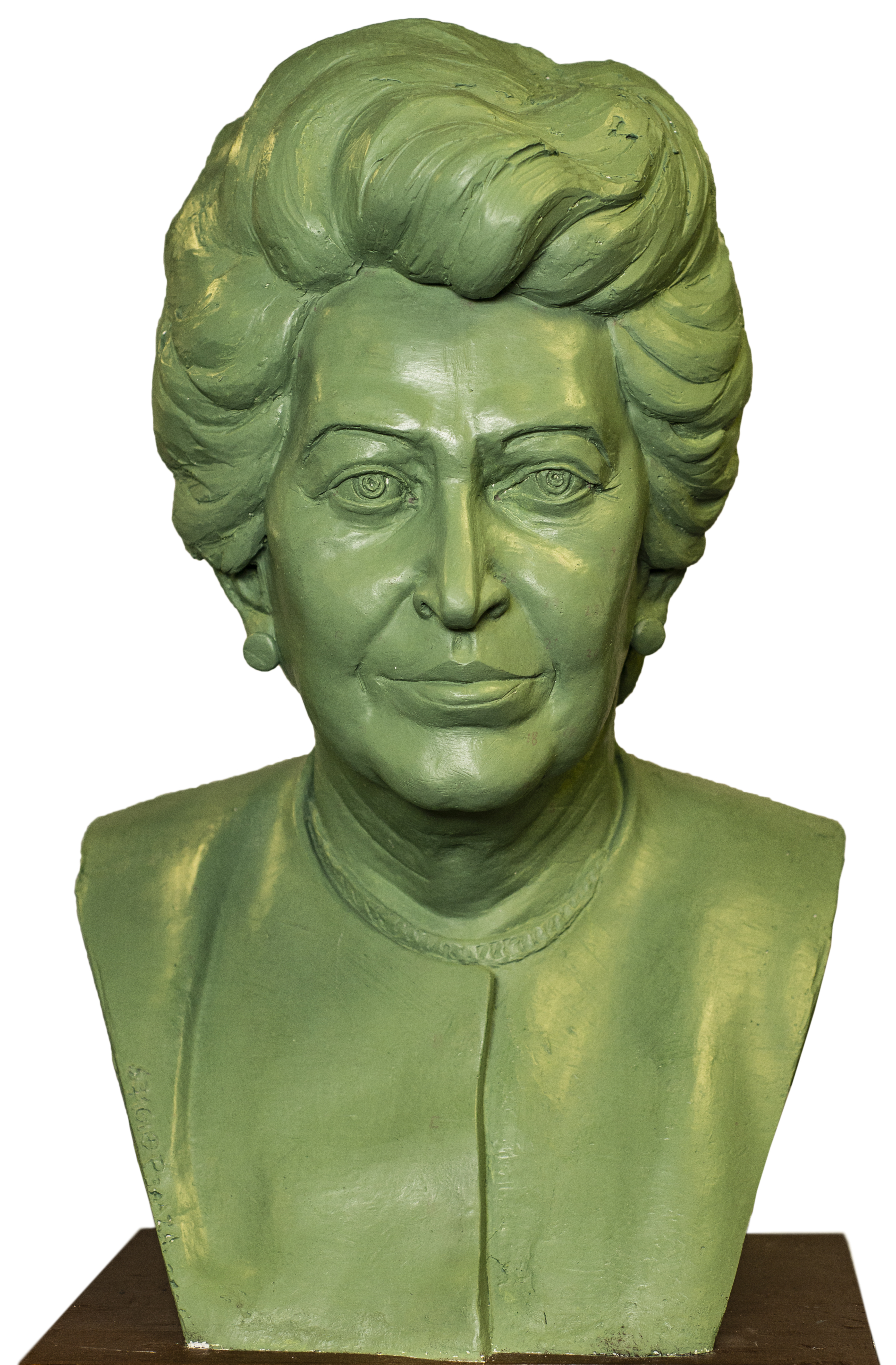
Beatriz de la Fuente, Büste von Sergio Peraza

Beatriz de la Fuente (* 6. Februar 1929 in Mexiko-Stadt; † 20. Juni 2005) war eine mexikanische Kunsthistorikerin und -kritikerin.

## Leben
De la Fuente studierte Geschichte an der Fakultät für Philosophie und Geisteswissenschaften der Universidad Nacional Autónoma de México (UNAM) und spezialisierte sich auf Kunstgeschichte. Nach dem Erhalt des Doktorgrades unterrichtete sie Kunstgeschichte und Kunstkritik, über Moderne Kunst, speziell auch über die mexikanische moderne Kunst, über die prähispanische Gesellschaft und prähispanische Kunst, größtenteils an der Universidad Iberoamericana (UIA), an der Escuela Nacional de Antropología und an der Fakultät für Philosophie und Geisteswissenschaften der UNAM. Von 1963 bis 1970 war sie Leiterin der Schule für Kunstgeschichte der UIA. Ab 1973 war sie für die Kunstsammlung der UNAM verantwortlich. Von 1980 bis 1986 leitete sie an der UNAM das Instituto de Investigaciones Estéticas.
Beatriz de la Fuente war Mitglied der Academia de Artes, in der Zeit von 1977 bis 1988 auch Präsidentin. Außerdem war sie seit 7. Mai 1988 Mitglied des Colegio Nacional und war Gründerin des Comité Mexicano de Historia del Arte. Sie gehörte auch der Association for Latin American Art an und war ab 1979 Vizepräsidentin des Internationalen Komitees für Kunstgeschichte (CIHA).
De la Fuente leitete zahlreiche nationale und internationale Kongresse, veröffentlichte zwölf Bücher und mehr als 70 Fachartikel. Im Dezember 1989 wurde sie mit dem mexikanischen Nationalpreis für Wissenschaften und Kunstgeschichte, Sozialwissenschaften und Philosophie ausgezeichnet.